# Juan Rulfo
Juan Rulfo (16. května 1917, Sayula, Jalisco, Mexiko – 7. ledna 1986, Ciudad de México) byl mexický spisovatel a fotograf. Bývá označován za opravdového tvůrce magického realismu, jeho román Pedro Páramo velmi ovlivnil tvorbu Gabriela Garcíi Márqueze.

## Životopis
Juan Rulfo je kromě románu Pedro Páramo (1955) autorem sbírky povídek El Llano en llamas (1953, česky Llano v plamenech,1964).
Rulfova tvorba je inspirována drsnou přírodou jeho rodného kraje a traumatickými zkušenostmi z brutálního povstání kristerů. Studium práv na Mexické národní autonomní univerzitě nedokončil a pracoval jako úředník na ministerstvu vnitra, v komisi pro povodí řeky Papaloapan a v institutu pro záležitosti domorodců. Psal také filmové scénáře, mj. pro Emilia Fernándeze. V roce 1974 podnikl cestu do Evropy, při níž navštívil i Československo. V roce 1983 získal Cenu knížete asturského. Po Rulfově smrti vznikla nadace pečující o jeho odkaz, včetně šesti tisíc fotografických negativů a odborné práce o historii Nové Galicie.
Měl čtyři děti, syn Juan Carlos Rulfo je filmovým režisérem.